# Torneo de Cantón 2019
El Guangzhou Open 2019 fue un torneo de tenis jugado en canchas duras al aire libre. Fue la 16.ª edición de la Guangzhou Open, y formó parte de los torneos WTA International. Se llevó a cabo en Guangzhou (China) del 16 al 21 de septiembre de 2019.

## Distribución de puntos
| Modalidad           | Campeona | Finalista | Semifinales | Cuartos de final | 2ª ronda | 1ª ronda | Clasificadas | 2ª ronda de clasificación | 1ª ronda de clasificación |
| Individual femenino | 280      | 180       | 110         | 60               | 30       | 1        | 18           | 12                        | 1                         |
| Dobles femenino     | 280      | 180       | 110         | 60               | 1        | -        | -            | -                         | -                         |

## Cabezas de serie

### Individuales femenino
| Tenista               | Ranking | Preclasificada |
| Elina Svitolina       | 3       | 1              |
| Qiang Wang            | 12      | 2              |
| Sofia Kenin           | 20      | 3              |
| Shuai Zhang           | 32      | 4              |
| Kateřina Siniaková    | 37      | 5              |
| Saisai Zheng          | 38      | 6              |
| Aliaksandra Sasnovich | 48      | 7              |
| Ons Jabeur            | 51      | 8              |

- Ranking del 9 de septiembre de 2019.

### Dobles femenino
| Tenista                            | Ranking | Preclasificada |
| Samantha Stosur Shuai Zhang        | 28      | 1              |
| Yingying Duan Zhaoxuan Yang        | 72      | 2              |
| Aleksandra Krunić Lidziya Marozava | 107     | 3              |
| Ellen Perez Sabrina Santamaria     | 138     | 4              |

## Campeonas

### Individual femenino
Sofia Kenin venció a  Samantha Stosur por 6-7(4-7), 6-4, 6-2

### Dobles femenino
Shuai Peng /  Laura Siegemund vencieron a  Alexa Guarachi /  Giuliana Olmos por 6-2, 6-1